# نگاره‌های زرتشت

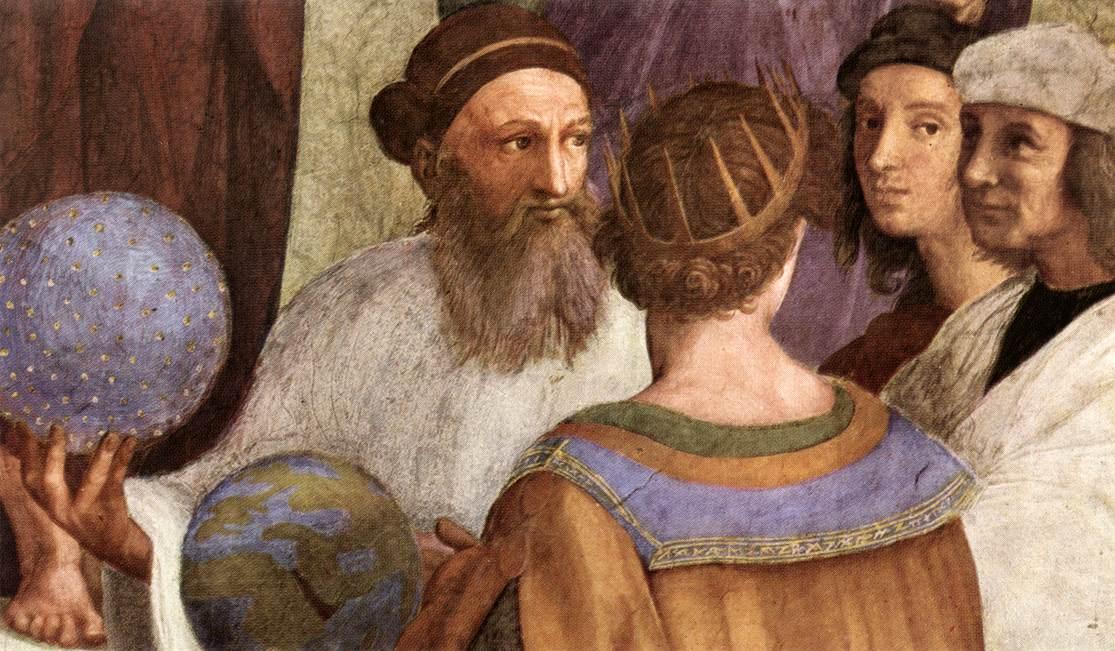
تصویری خیالی از زرتشت (در عقب تصویر) و بطلمیوس در جلو. نقاشی از رافائل، مکتب آتن، پیرامون ۱۵۱۰م.

آنچه امروز، از سیمای زرتشت گسترش دارد، کم‌وبیش برداشتی است از حجاری منسوب به او در تاق بستان کرمانشاه.
هر چند اندکی از نگاره‌های اخیر زردتشت وی را در حال انجام کارهایی افسانه‌ای نشان می‌دهد، اما معمولاً نقش‌های وی را در حالی که لباسی سفید به تن دارد به نقش می‌کشند.
گاهی هم بارسوم در دست دارد (که نماد روحانی بودن است) یا کتابی که به اوستا تفسیر می‌شود.
گاهی نیز وی با گرزی (ورزا) کشیده می‌شود که میله‌ای آهنی با سری مانند گاو است.
همچنین در بعضی از نقاشی‌ها وی را با دستی بلند شده و انگشتی که برای یادآوری کردن نکته‌ای بلند کرده‌است می‌کشند.وی به سختی به حالتی کشیده‌است که مستقیماً به بیننده خیره شود و بیشتر نگاهش به طرف دیگری است مانند این که در جستجوی خداوند است.وی همیشه با ریشی قهوه‌ای و رنگ چهرهٔ کم رنگ کشیده شده‌است.
معروفترین نقاشی اروپایی از زرتشت نقاشی رافائلو آب رنگ مکتب آتن است.در این نقاشی وی و کلاودیوس بطلمیوس در حال صحبت هستند در حالی که زردتشت، گویی در دست دارد.

## تندیس زرتشت

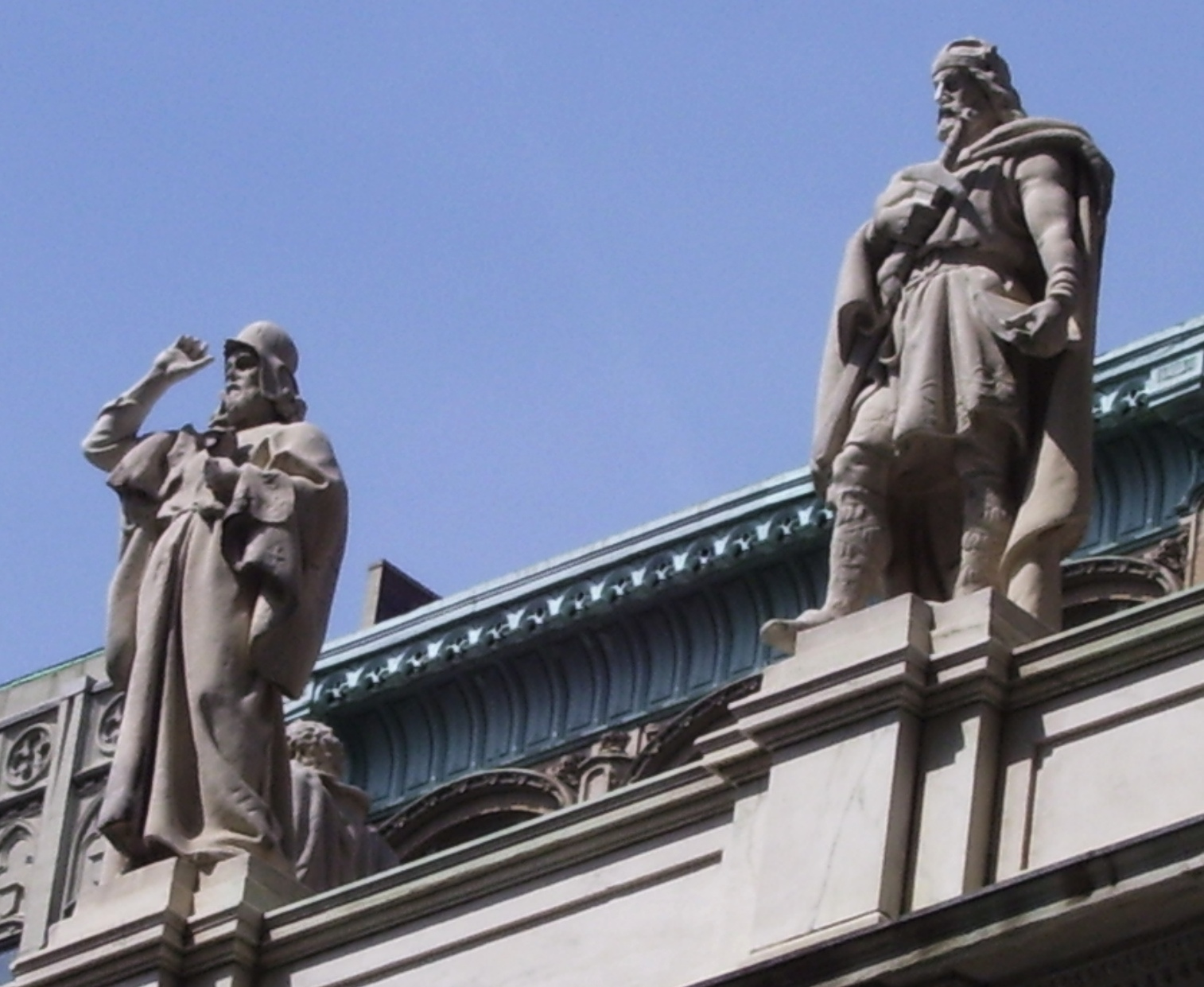
تندیس زرتشت پیامبر (سمت چپ) بر فراز ساختمان دادگاه عالی نیویورک

از سال ۱۸۹۶ تا کنون تندیسی بر فراز دیوار ساختمان شاخه یکم استینافی دادگاه عالی ایالت نیویورک (Appellate Division of the Supreme Court, First Judicial Department) ایستاده است که متعلق به زرتشت و «به نمایندگی شیوه عدالت پارسیان» است. سازنده این اثر ادوارد کلارک پاتر (Edward Clarke Potter) نام داشت.